# Mayolet
Le mayolet est un cépage de cuve rouge.
Le cépage est un peu cultivé en Vallée d'Aoste dans les communes de Charvensod, Saint-Pierre et Quart à une altitude allant jusqu'à 700 m.
Les vins sont utilisés en cuvée avec le petit-rouge dans les vins Denominazione di Origine Controllata Torette. 
Son débourrement précoce l'expose aux gelées printanières. Il est sensible à la pourriture grise. Sa maturité est de première époque. Il donne des vins peu colorés, et manquant de tannins.
Par croisement naturel le cépage petit-rouge et le mayolet sont à l’origine du cépage cornalin.
Le mayolet fait partie d'une famille de cépages typiques des régions alpines du Valais et de la Vallée d'Aoste. Les autres cépages sont le bonda, le completer, le cornalin d'Aoste (ou humagne rouge), le cornalin du Valais, le crovassa, le durize, l'eyholzer, le fumin, le goron de Bovernier, l'himbertscha, l'humagne blanche, le lafnetscha, le ner d'Ala, le petite arvine, le petit-rouge, le planscher, le premetta (ou prié rouge), le prié blanc, le rèze, le roussin, le roussin de Morgex, le vien de Nus et le vuillermin. 

## Cycle végétatif
Les valeurs ont été relevées entre 1994 et 1998 dans le hameau Moncenis à une altitude de 750 m NN en exposition sud:
- Débourrement: 4 avril
- Floraison: 9 juin
- Véraison: 18 août
- Maturation: 7 octobre

Synonymes: maiolet, majolet bon vin, majolet, majoletto
Origine: cépage autochtone provenant de la Vallée d'Aoste